# Вишня Ситниця
Вишня Ситниця, або Вишня Сітніця, Вишня Сітніца (словац. Vyšná Sitnica) — село в Словаччині, Гуменському окрузі Пряшівського краю. Розташоване в північно-східній частині Словаччини в південній частині Низьких Бескидів в долині Ситнички.
Уперше згадується у 1430 році.
У селі є римо-католицький костел з 1892 року в стилі необароко —класицизму збудований з решток старішого костела з 1767 року.

## Населення
| Рік:            | 1994. | 2004.    | 2014.   | 2024.    |
| --------------- | ----- | -------- | ------- | -------- |
| Кількість осіб: | 458   | 410      | 382     | 325      |
| Різниця:        |       | -10,48 % | -6,82 % | -14,92 % |

| Рік:            | 2023. | 2024.   |
| --------------- | ----- | ------- |
| Кількість осіб: | 326   | 325     |
| Різниця:        |       | -0,30 % |

У селі проживало 385 осіб (31.12.2011).
Національний склад населення (за даними останнього перепису населення — 2001 року):
- словаки — 97,09 %,
- русини — 0,24 %,
- українці — 0,24 %,
- чехи — 0,24 %.

Склад населення за приналежністю до релігії станом на 2001 рік:
- римо-католики — 90,05 %,
- греко-католики — 7,77 %,
- не вважають себе вірянами або не належать до жодної вищезгаданої конфесії — 2,18 %.